# Романшська мова
Рома́ншська мо́ва (рума́ншська, реторома́нська; самоназва ромш. rumantsch dal Grischun, сурсільванський діалект: romontsch, сутсільванський: rumàntsch, путерський: rumauntsch) — мова ретороманської підгрупи романських мов, одна з національних мов Швейцарії, отримавши цей статус у 1938 році. Але на відміну від інших трьох національних мов, що є федеральними офіційними мовами, романшська офіційна тільки для спілкування з її мовцями.
Романшською розмовляють романші у швейцарському кантоні Граубюнден. Нею володіють загалом близько 60 тисяч людей.

## Діалекти
Мовознавці розрізняють п'ять груп діалектів романшської мови:
- sursilvan (сурсільванський);
- sutsilvan (сутсільванський);
- surmiran (сурміранський);
- puter (путерський);
- vallader (валладерський).